# ياسمين جاسودافيشيوس
ياسمين جاسودافيشيوس (بالإنجليزية: Jasmine Jasudavicius؛ مواليد 1 مارس 1989) هي مُقاتلة فنون قتالية مختلطة كندية.